# Herbert Plumer, I visconte Plumer
Herbert Charles Onslow Plumer, I visconte Plumer (Torquay, 13 marzo 1857 – Londra, 16 luglio 1932), è stato un generale britannico.
Ufficiale coloniale britannico e soldato valente, combatté nella 2ª armata durante la prima guerra mondiale e prestò servizio poi come Alto Commissario per il Mandato Britannico in Palestina. Il titolo di Visconte Plumer di Messines gli venne affidato per commemorare il suo comando della straordinaria azione del giugno del 1917 che lo vide impegnato contro gli attacchi tedeschi.

## Biografia

### I primi anni e l'inizio della carriera militare
Educato all'Eton College ed a Sandhurst, Plumer divenne ufficiale presso lo York and Lancaster Regiment nel 1876.
Dal 1879 al 1886, un periodo inusualmente lungo, fu aiutante del suo battaglione e con questo incarico lo accompagno in Sudan nel 1884 e nella spedizione sotto il comando di Sir Gerald Graham. Plumer fu presente nelle battaglie di El Teb e Tamai e venne menzionato nei dispacci ufficiali. Trascorse il biennio 1885-1887 presso lo Staff College, Camberley, prima di essere nominato Deputato Assistente Aiutante Generale nel Jersey dal 1890 al 1893. Nel 1896, Plumer venne posto in Sudafrica ove "creò e comandò un corpo di fucilieri a cavallo" durante la Seconda guerra di Matabele. Venne nuovamente menzionato nei dispacci ed ottenne il brevetto di Tenente Colonnello poco dopo. Egli narrò questa sua esperienza di guerra nel suo libro dal titolo With an Irregular Corps in Matabeleland.
Dopo il servizio nel Sudafrica venne nominato Comandante della 4th Brigade assieme al I Army Corps nel 1902 prima di divenire General Officer Commanding della 10th Division all'interno del IV Army Corps nel 1903. Nel 1904 divenne Quartermaster-General to the Forces, nel 1906 divenne General Officer Commanding della 7th Division e nel 1907 divenne General Officer Commanding della 5th Division nell'Irish Command. Quindi, nel 1911, venne nominato General Officer Commanding-in-Chief per il Northern Command.
Dopo aver comandato il V Corps nel 1915, guidò la Second Army nelle Fiandre durante la prima guerra mondiale, con la quale vinse contro i tedeschi nbella Battaglia di Messines nel 1917, iniziata con quella che venne descritta come la più grandiosa esplosione nella storia umana, creata dalla simultanea esplosione di 19 mine ad opera delle Royal Engineer tunnelling companies.

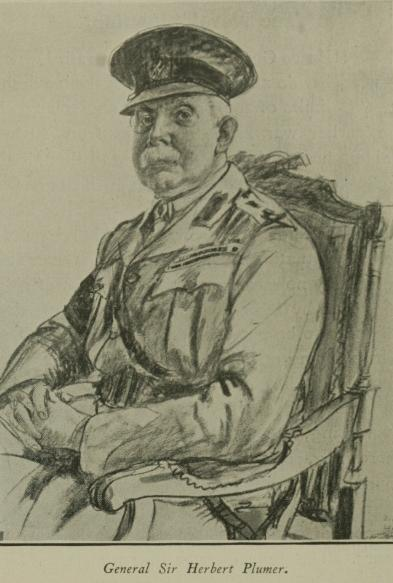
schizzo in tempo di guerra del generale Plumer

Plumer viene generalmente ricordato come uno dei migliori comandanti dell'esercito britannico in servizio in Francia durante la prima guerra mondiale. Come la maggior parte dei generali sul fronte occidentale egli proveniva alla fanteria e si oppose allo sfondo della cavalleria deprecando con insistenza il ruolo di quel corpo come "aprifila" sulla linea del fronte. Plummer era anche un pianificatore rigoroso, ritenendo spesso troppo ambiziosi i piani dei suoi superiori, come si dimostrò nella Terza battaglia di Ypres.
Plumer divenne molto popolare tra i suoi uomini coi soprannomi di "old Plum" e "Daddy Plumer". Resse sempre il comando delle forze inglesi anche durante l'ultima fase della guerra e durante l'offensiva di primavera e durante i cento giorni.
A seguito dell'improvvisa morte di Sir James Grierson al suo arrivo in Francia nel 1914, Plumer venne considerato per il comando di uno dei due corpi a fianco del generale Haig. Questa posizione invece andò poi al generale Horace Smith-Dorrien. 
Nel novembre 1917 Plumer ottenne il comando della British Expeditionary Force inviata al Fronte italiano (1915-1918) dopo il disastro della Battaglia di Caporetto.
Successivamente nella guerra, Plumer venne proposto da Lloyd George per la posizione di Chief of the Imperial General Staff al posto di William Robertson. Egli declinò la posizione ma le motivazioni addotte risultano ancora oggi sconosciute.

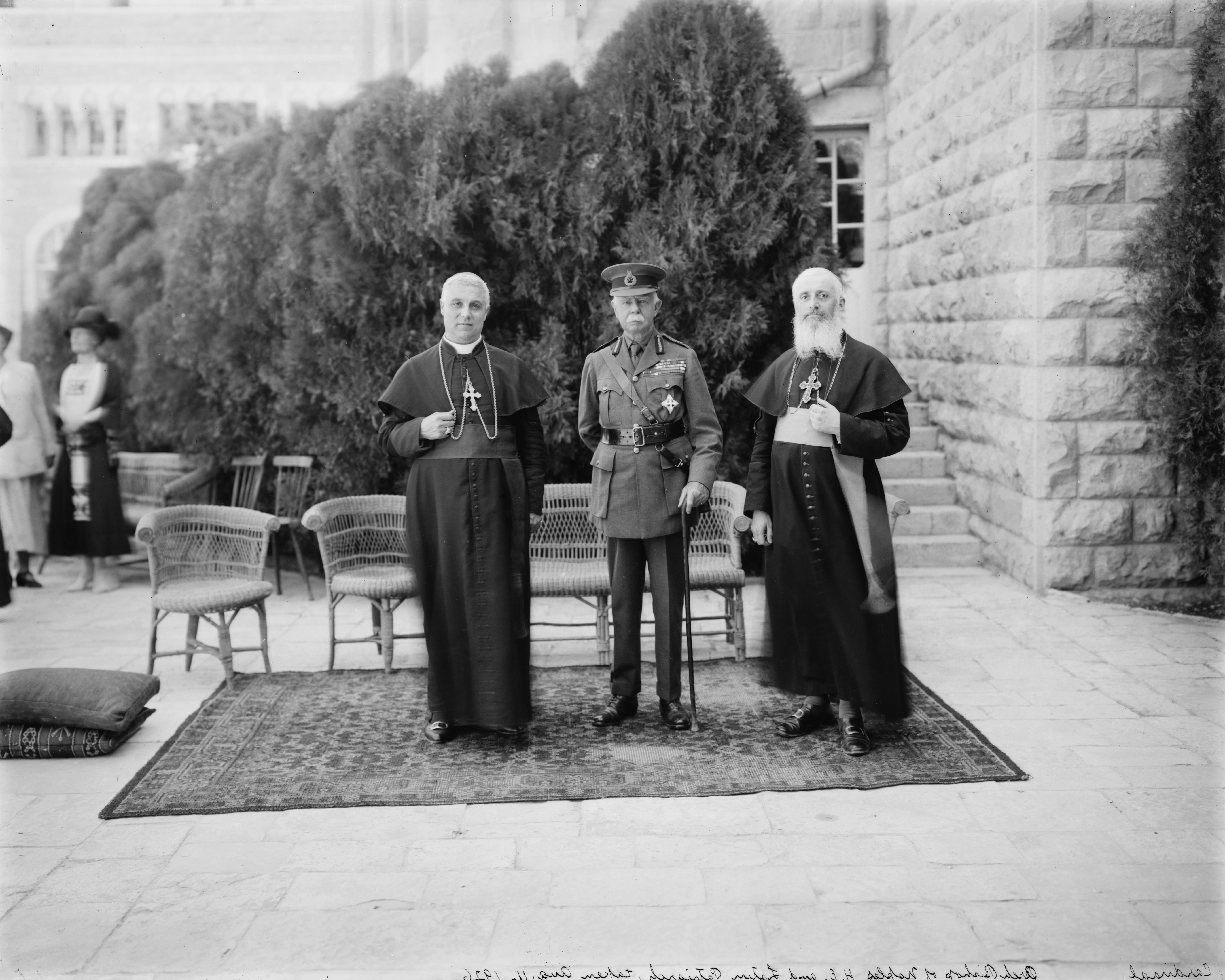
Alessio Ascalesi, arcivescovo di Napoli, con Herbert Plumer, I visconte Plumer e Luigi Barlassina, Patriarca Latino di Gerusalemme sulla destra, 11 agosto 1926

### Dopo la guerra
Plumer divenne comandante dell'Armata inglese del Reno nel 1918 e fu Governatore di Malta nel 1919. Nel settembre del 1919, venne promosso Feldmaresciallo e nell'ottobre di quello stesso anno venne creato Barone Plumer di Messines e di Bilton.
Nel 1925 divenne Alto Commissario per il Mandato britannico per la Palestina, opponendo resistenza alle pressioni della popolazione araba contro la Balfour Declaration. Malgrado questo i tre anni del suo mandato furono i più calmi in assoluto dell'amministrazione britannica nell'area. Venne rimpiazzato da John Chancellor nel 1928. Nel King's Birthday Honours nel giugno del 1929, Plumer venne creato Visconte Plumer per il suo "lungo e distinto servizio pubblico"
Morì nel 1932. Il suo corpo venne cremato e le sue ceneri vennero sepolte nell'Abbazia di Westminster accanto a Edmund Allenby, I visconte Allenby.